# BMW F 76
La BMW F 76 est une petite camionnette de livraison à trois roues produite par BMW à Eisenach de 1932 à 1933. De 1933, à 1934 est fabriqué un modèle dérivé, la BMW F 79 avec un moteur plus gros.

## Histoire

### Développement
Avec les ventes médiocres de la version fourgonnette coûteuse de la BMW 3/15 (435 véhicules de mai 1929 à février 1932) pendant la crise économique mondiale et le succès simultané d’autres constructeurs avec des véhicules utilitaires à trois roues, BMW Munich a développé son propre « véhicule à plateau » à partir de 1931 avec deux sièges disposés côte à côte en utilisant les moteurs de moto monocylindres existants.
Une variante monoplace est testée mais non mise en production ; ainsi qu’une version en tant que voiture de tourisme.

### Commercialisation
À partir de l’automne 1932, l’usine BMW d’Eisenach construit la F 76 pour la catégorie des véhicules sans permis de conduire avec une cylindrée inférieure à 200 cm3 au prix de vente de 1 350 Reichsmark. La F 79 suivit en janvier 1933 avec une cylindrée de 400 cm3 et coûta 1 500 Reichsmark. Bien qu’un klaxon et un compteur de vitesse étaient inclus dans le prix de base, le pare-brise, les essuie-glaces, la cabine, les portes, les clignotants électrique, la roue de secours, le support de roue de secours et le cric étaient en sus ; ainsi que toutes les versions modifiées de la zone de chargement.
Après seulement 600 exemplaires (250 F 76 et 350 F 79), la construction des véhicules, qui est en fait arrivée trop tard pour la crise économique mondiale, fut interrompue mi-1934 en raison du manque d’intérêt des clients.

## Technologie

### Transmission

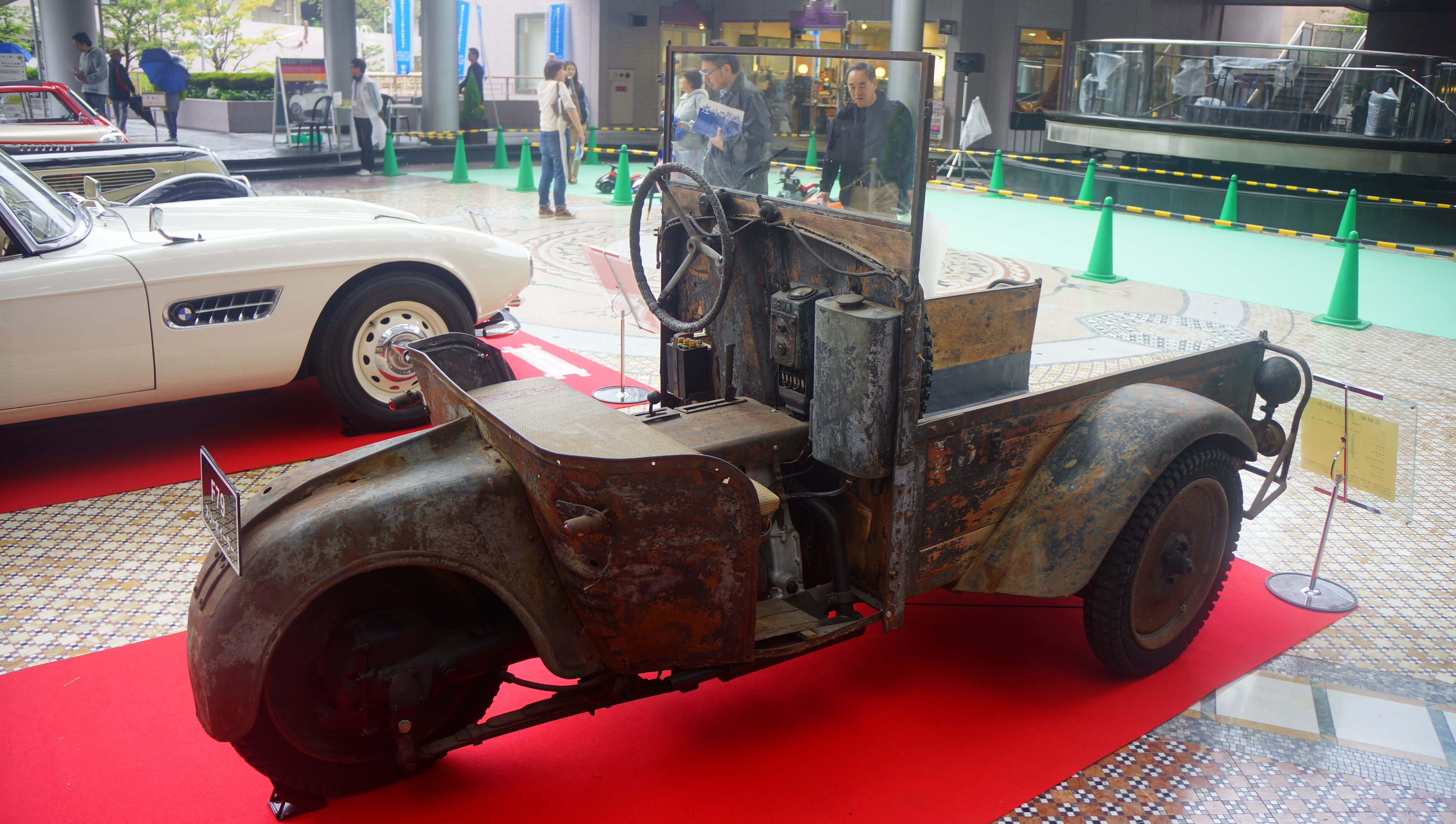
BMW F79.

En tant que moteurs monocylindres à quatre temps avec culasses OHV encapsulées, les moteurs correspondaient en grande partie aux moteurs de moto des BMW R 2 et BMW R 4. Il y avait au moins deux variantes pour le refroidissement du moteur : une solution simple avec un ventilateur à quatre pales entraîné par courroie trapézoïdale devant le cylindre, qui n’était visible que sur les véhicules d’essai, et une version plus complexe avec une roue de ventilateur à l’extrémité avant du vilebrequin et des déflecteurs d’air pour guider l’air de refroidissement, qui a également été utilisé dans les descriptions des manuels et les listes de pièces de rechange.
La roue arrière était entraînée par une boîte de vitesses à trois rapports avec marche arrière et arbre à cardan.

### Châssis

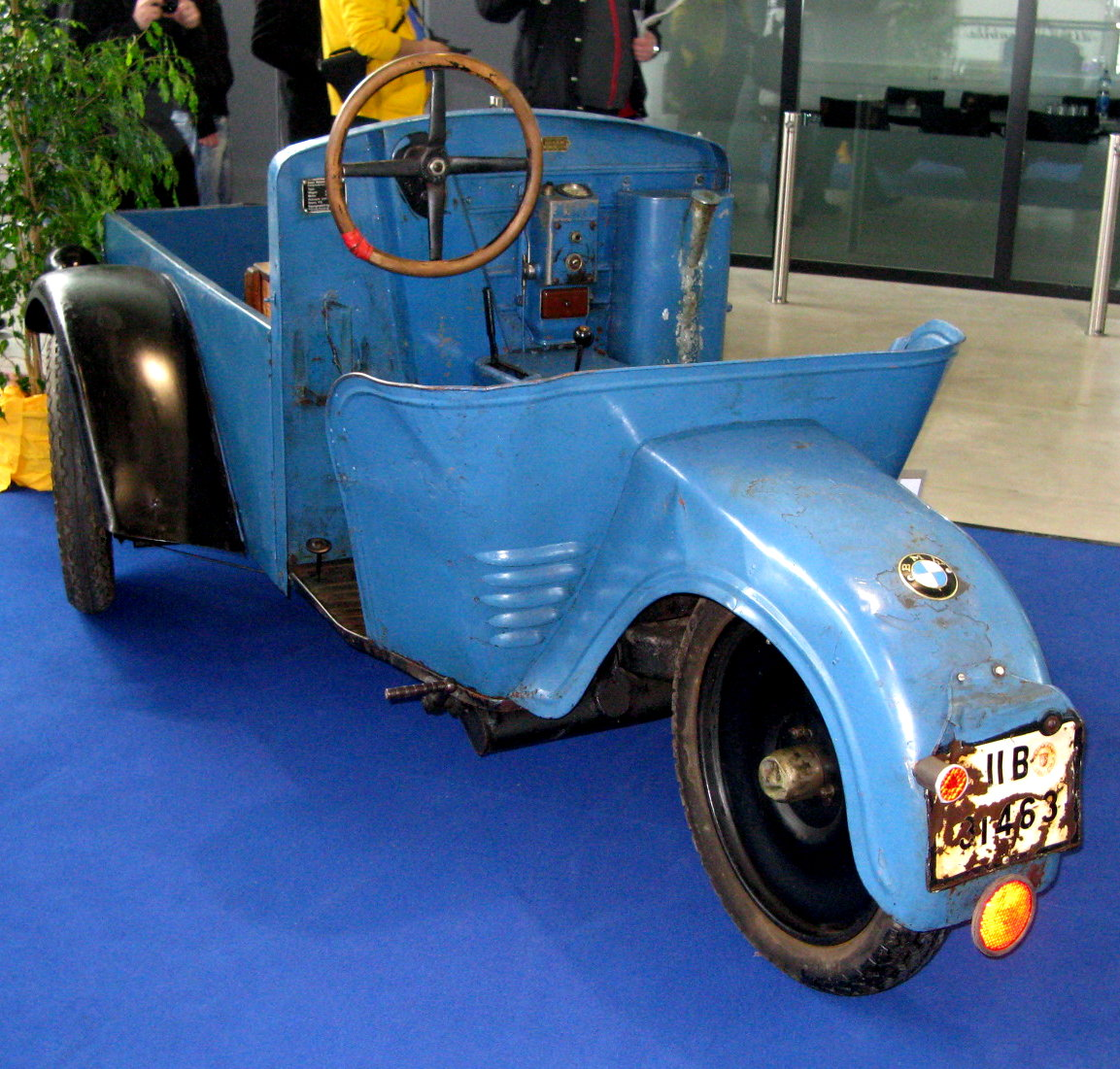
BMW F76 (1933).

Le tricycle avait une roue arrière motrice et deux roues avant orientables. L’essieu avant rigide était suspendu à deux ensembles de ressorts à lames installés longitudinalement.
La roue arrière était guidée sur un monobras oscillant coulé avec des ressorts à lames en porte-à-faux, dans la poutre longitudinale duquel passait l’arbre à cardan. La construction complexe offrait les avantages suivants :
- La roue arrière était facile à enlever
- Les roues à disque étaient interchangeables
- Le disque flexible de l’arbre à cardan, qui était équipé de deux roulements à billes, était positionné exactement dans l’axe de rotation du bras oscillant
- Le guidage des roues était très résistant à la torsion
- Par rapport aux entraînements par chaîne habituels, l’entraînement par cardan était sans entretien et sans saleté, à l’exception de la vidange d’huile tous les 10 000 kilomètres.

BMW n’a de nouveau suivi ce principe de conception révolutionnaire dans la construction de motos qu’à partir de 1980 sous le nom de « Monolever » dans la BMW R 80 G/S. La pédale de frein et le levier de frein à main verrouillable agissaient sur les trois freins à tambour via des câbles.

### Fabrication
Devant la roue arrière, le conducteur et le passager avant étaient assis sur un siège auto sous lequel était installé le moteur monocylindre vertical. Moyennant un supplément, il y avait une cabine fermée avec 2 portes pour le conducteur et le passager avant. Contrairement à certaines autres constructions, le tricycle n’avait pas de guidon, mais un volant. Une petite plate-forme (1 600 mm x 900 mm) a été construite sur l’essieu avant. Sous la plate-forme, il y avait une zone de chargement avec un rabat avant. Le poids total autorisé était de 650 kg.

## Concurrent
- Goliath Rapid/Standard, années de construction de 1926 à 1933
- Oscar Vidal & Sohn Tempo-Werk : Tempo T1 et T2, années de construction de 1928 à 1930, un véhicule à plateau très similaire basé sur une moto
- Deutsche Industriewerke D-Lieferwagen L 7 de 1927 à 1930
- Tatra 49 de 1929 à 1930

Les concurrentes étaient plus anciennes sur le marché et n’offraient au conducteur qu’un siège de moto, ce qui parfois ne permettait pas de passager. À la fin des années 1940, Innocenti a construit les modèles Lambretta FA, FB et FC similaires jusqu’en 1952.